# Curva de indiferença
Uma curva de indiferença é o gráfico de uma função que mostra as combinações de bens em que o consumidor é indiferente entre qualquer uma delas. Ou seja, ele não tem preferência entre uma combinação ou outra, já que cada uma providencia o mesmo nível de utilidade, vulgo satisfação.
As curvas de indiferença jamais se interceptam e tem inclinação negativa, o que indica que sempre que o consumidor abre mão de um bem x é necessária um compensação em certa quantidade de um bem y para que a utilidade continue a mesma.
Agora entenderemos o porquê das curvas de indiferença não se cruzarem.
Se considerarmos uma curva u1, temos que o consumidor é indiferente às cestas A e B. E se considerarmos uma curva u2, temos que o consumidor é indiferente às cestas A e C, sendo A o ponto de interseção entre as duas curvas. Isso equivaleria a dizer que o consumidor é indiferente às cestas B e C. Entretanto, isso iria contra a premissa de que o consumidor sempre irá preferir mais mercadorias a menos. Logo, as curvas de indiferença não podem cruzar-se.
Se a renda do consumidor ficar menor, sua curva diminui. A restrição orçamentária é que define sua curva de indiferença.